# Parevander nobilis
Parevander nobilis är en skalbaggsart som först beskrevs av Bates 1872.  Parevander nobilis ingår i släktet Parevander och familjen långhorningar.
Artens utbredningsområde är:
- Honduras.
- Nicaragua.

Inga underarter finns listade i Catalogue of Life.